# L'ultimo treno da Bombay
L'ultimo treno da Bombay (Last Train from Bombay) è un film drammatico del 1952 diretto da Fred F. Sears e interpretato da Jon Hall e Christine Larsen.